# Das Tier das lügen kann
Das Tier das lügen kann ist ein deutscher Kurzfilm von David Jansen aus dem Jahr 2012. Der Film lief unter anderem am 3. Mai 2013 bei den Internationalen Kurzfilmtagen in Oberhausen.

## Handlung
Das Wort am Anfang, in der Mitte die Logik und Gene am Ende.

## Kritiken
„Was ist der Sinn, was der Zusammenhang der meist beängstigenden, animierten Bilder in ‚Das Tier das lügen kann‘? Die Vertreibung aus dem Paradies wird verhindert und trotzdem kann der Mensch nicht glücklich sein? Fehlt das Wort Gottes? Der Animationsfilm von David Jansen, phasenweise spannend wie ein Krimi, lässt verstört und ratlos zurück. Aber man hört noch lange nach dem Film nicht auf, nach dem Sinn zu suchen, und die befremdlich starken Bilder drängen sich wieder ins Bewusstsein. Das ist eine Qualität.“

## Auszeichnungen
Internationale Kurzfilmtage Oberhausen 2013
- Lobende Erwähnung der Jury des NRW-Wettbewerbs